# 仪征商会会馆
商会会馆，位于江苏省扬州市仪征市真州镇商会街3号，是一处仪征市文物保护单位。

## 历史
仪征县商会由商人周雪松创办于清光绪三十二年（1906）。商会会馆为南门大码头商业兴盛的印证，现为仪征市铝制品厂所属。

## 建筑
商会会馆建于民国时期，坐北朝南，稿二层，8.75米。梁架粗大，雕刻精致。

## 保护
2009年6月，商会会馆公布为第二批仪征市文物保护单位，编号2-9。